# Auvergne-Rhône-Alpes
Auvergne-Rhône-Alpes Franciaország egyik régiója.
Területe 69 711 km², a 3. legnagyobb régió az országban. Népessége 7,7 millió fő (2012), mellyel a 2. legnagyobb lélekszámú régió Île-de-France után. Székhelye Lyon. A régiót 2016. január 1-én hozták létre Auvergne és Rhône-Alpes korábbi régiók egyesítésével.

## Földrajz
Franciaország déli felének keleti részén terül el és az alábbi közigazgatási régiókkal, illetve országokkal határos (az óramutató járása szerinti irányban): északon Burgundia-Franche-Comté, északkeleten Svájc, keleten Olaszország, délkeleten és délen Provence-Alpes-Côte d’Azur, délen és délnyugaton Okcitánia, nyugaton Új-Aquitania, északnyugaton Centre-Val de Loire.
A régió területe nyugaton a Francia-középhegység jelentős részére, keleten az Alpok franciaországi részének (Nyugati-Alpok) északi felére terjed ki. 
A kettő között a Rhône folyó völgyének északi része, északkeleten pedig a Jura-hegység kisebb  része tartozik hozzá. A Jura és az Alpok közötti határvonalat a Rhône felső folyásának völgye jelöli ki.

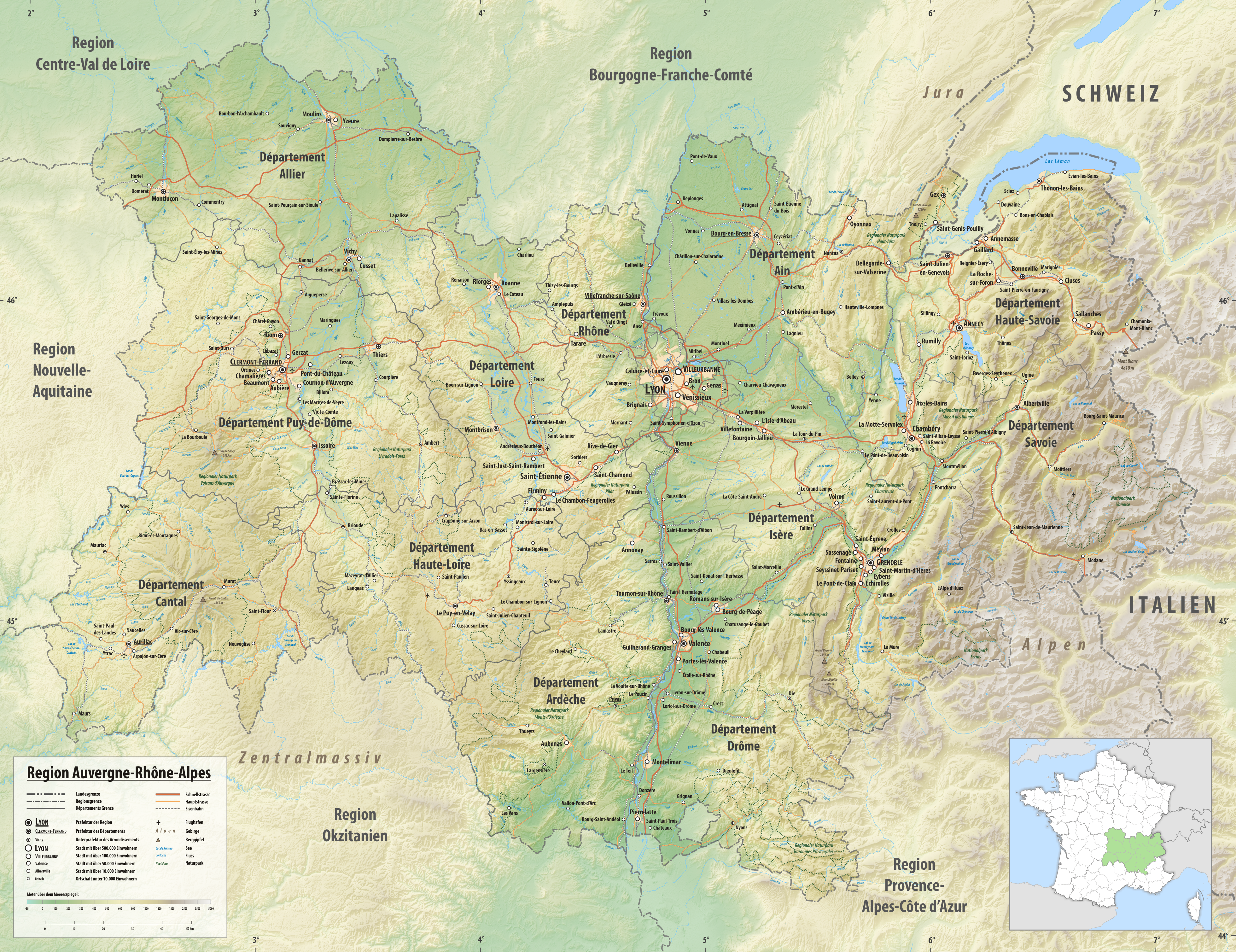
A régió domborzati térképe

Legnagyobb hajózható folyója a Rhône és annak mellékfolyója, a Saône. A Saône és (torkolatától) a Rhône északról dél felé folyik, egy nyugati és egy keleti részre osztva a régió területét. Ez az észak–déli irányú völgy központi jelentőségű közlekedési útvonalat képez egyfelől a Párizsi-medence, a Rajna-vidék és az Északi-tenger, másfelől a Földközi-tenger nyugati része között. E „folyosó” mentén terül el Lyon, mely nagyrészt kivételes földrajzi helyzetének köszönheti gyors felemelkedését.
A régióban a Rhône további nagyobb mellékfolyója jobbról a Jurában eredő Ain, balról az Alpokban eredő Isère. Auvergne-t, a régió nyugati részét a Loire felső folyása és az Allier szeli át, melyek a Francia-középhegységben észak felé tartanak, majd nyugatnak fordulva az Atlanti-óceán felé haladnak tovább.

## Közigazgatási beosztás
A régió 12 megyéből és egy különleges státuszú metropoliszból áll:

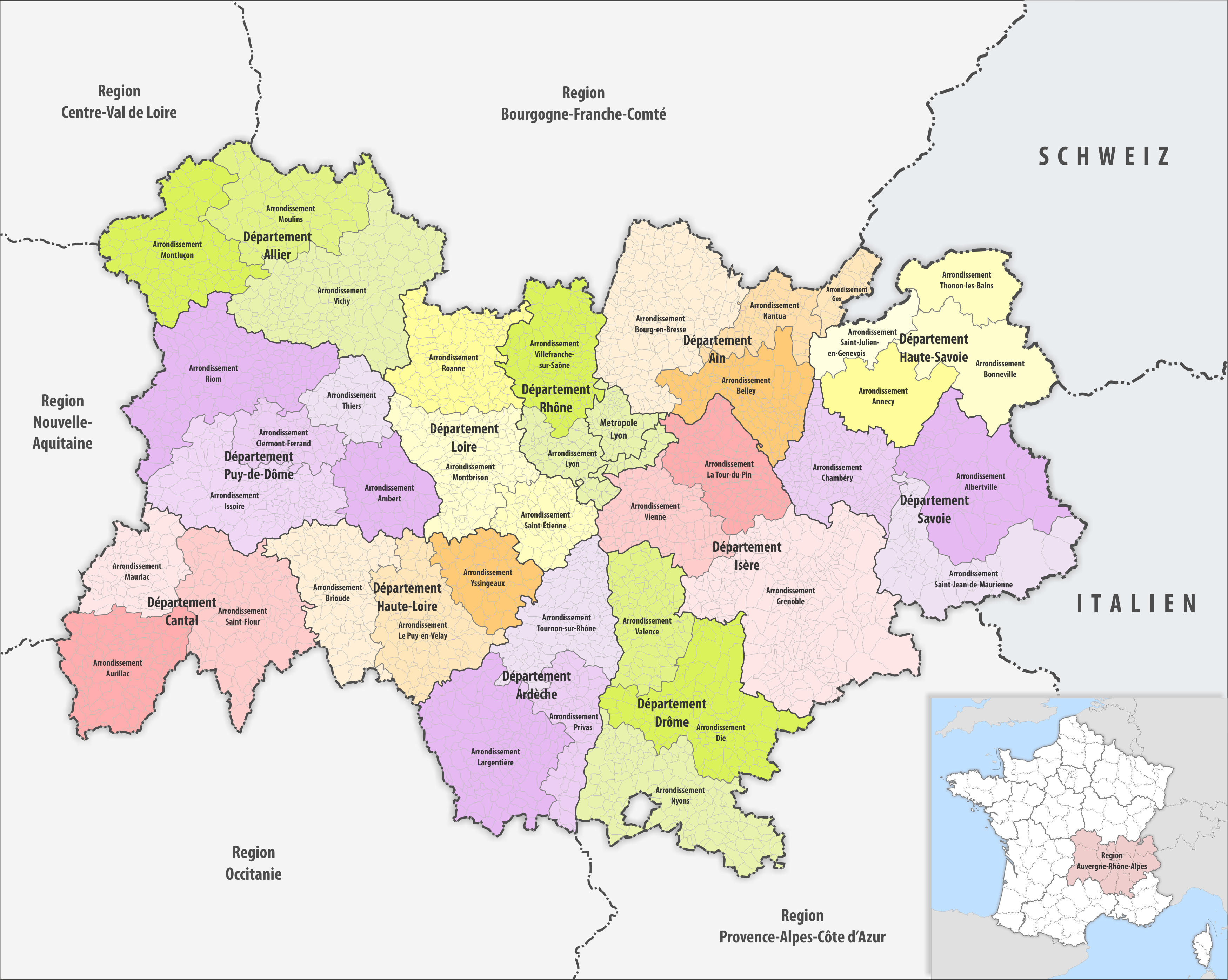
Kerületek
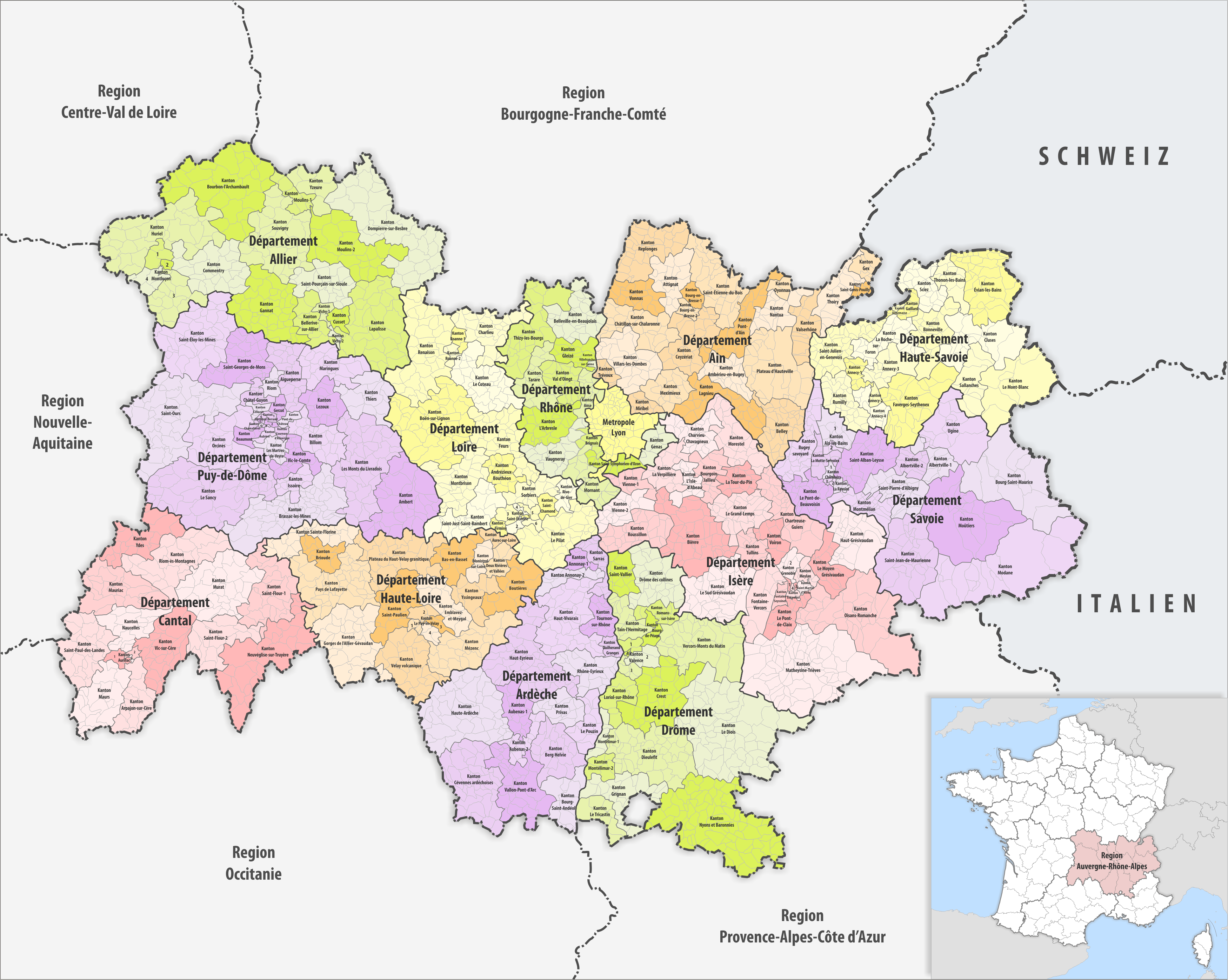
Kantonok
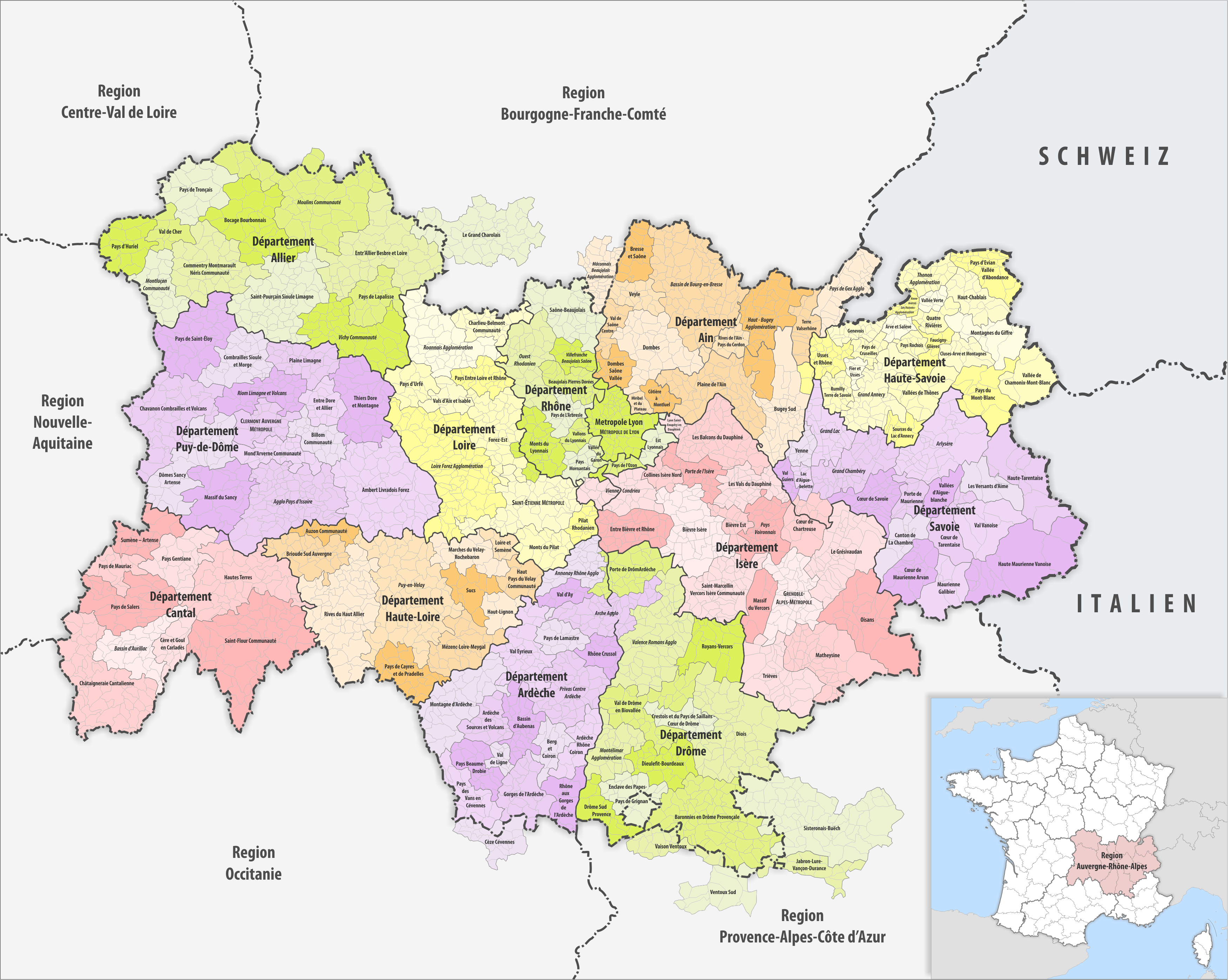
Községek

|     | Megye             | Prefektúra       | Kerület | Kanton | Község |
| --- | ----------------- | ---------------- | ------- | ------ | ------ |
| 01  | Ain               | Bourg-en-Bresse  | 4       | 23     | 392    |
| 03  | Allier            | Moulins          | 3       | 19     | 317    |
| 07  | Ardèche           | Privas           | 3       | 17     | 335    |
| 15  | Cantal            | Aurillac         | 3       | 15     | 246    |
| 26  | Drôme             | Valence          | 3       | 19     | 363    |
| 38  | Isère             | Grenoble         | 3       | 29     | 512    |
| 42  | Loire             | Saint-Étienne    | 3       | 21     | 323    |
| 43  | Haute-Loire       | Le Puy-en-Velay  | 3       | 19     | 257    |
| 63  | Puy-de-Dôme       | Clermont-Ferrand | 5       | 31     | 464    |
| 69D | Rhône             | Lyon             | 2       | 13     | 266    |
| 69M | Métropole de Lyon | Lyon             | 1       | -      | 58     |
| 73  | Savoie            | Chambéry         | 3       | 19     | 273    |
| 74  | Haute-Savoie      | Annecy           | 4       | 17     | 279    |
|     | Összesen:         | Összesen:        | 40      | 242    | 4027   |

- Kerületek
- Kantonok
- Községek

### Metropoliszok
A régióban négy metropolisz alakult, több, mint az ország bármely másik régiójában: 
- Métropole de Lyon, Lyon központtal
- Clermont Auvergne metropolisz, Clermont-Ferrand központtal (Puy-de-Dôme megye)
- Grenoble-Alpes metropolisz, Grenoble központtal (Isère megye)
- Saint-Étienne metropolisz, Saint-Étienne központtal (Loire megye)

## Fontosabb városok

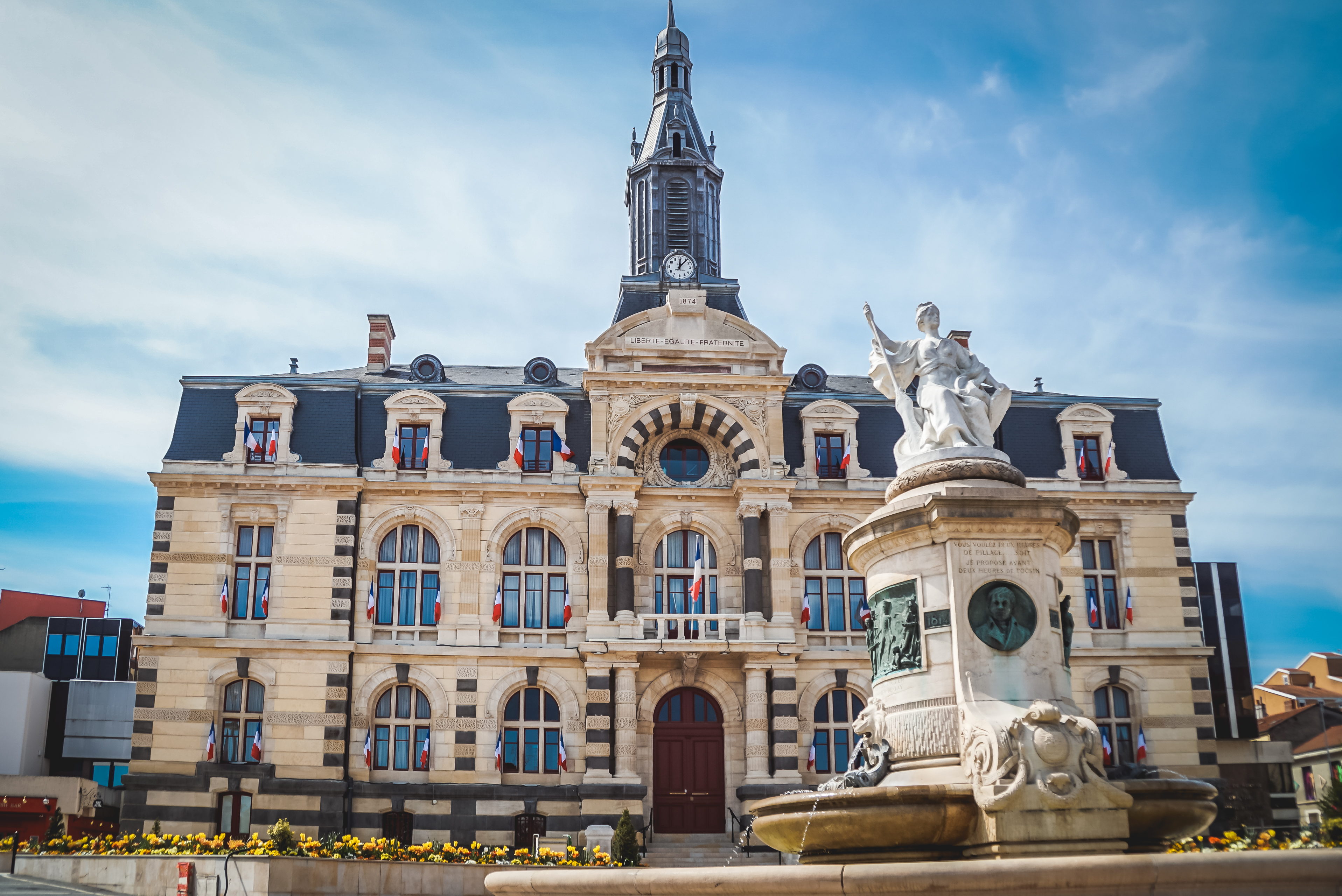
Roanne, városháza

| Annecy           | Saint-Chamond        |
| Bourg-en-Bresse  | Saint-Étienne        |
| Bron             | Saint-Martin-d’Hères |
| Chambéry         | Thonon-les-Bains     |
| Clermont-Ferrand | Valence              |
| Grenoble         | Vaulx-en-Velin       |
| Lyon             | Vénissieux           |
| Roanne           | Villeurbanne         |
| Montélimar       | Vichy                |
|                  |                      |

## A régió kialakítása

### Tartományokból megyék

A régió és megyéinek térképe,
a területén a 18. században létezett tartományokkal

A nagy francia forradalom idején, 1789-1790-ben a különféle egyházi és közigazgatási területi egységeket (tartományokat) megszüntették és helyettük egységesen département-okat (megyéket) hoztak létre. Az addigi, évszázadokig fennállt Auvergne-ből három megye alakult: Cantal, Puy-de-Dôme, valamint Haute-Loire; az utóbbi Brioude környéke és Le Puy-en-Velay környéke (Velay) egyesítésével. Az északi Allier megye nagyjából az egykori Bourbon hercegségből (központja Moulins) jött létre.
A későbbi Rhone-Alpes régió nyolc megyéjének kialakítása ugyanakkor, de sokkal bonyolultabban történt. 
- Ain megye több kisebb történeti régió (Bresse, Bugey, Dombes, Gex és Franc-Lyonnais egy része) egyesítésével született.
- Dauphiné-ből három megye alakult, közülük kettő lett a későbbi Rhone-Alpes régió része Isère és Drôme.
- Ardèche megye Vivarais tartomány egy részéből (Viviers központtal) jött létre.
- 1790-ben az egykori Lyonnais tartományból (Lyon térsége) létrehozták Rhône-et-Loire megyét, majd ezt 1793-ban kettéosztották: Loire megyébe sorolták a Forez-vidéket (az egykori Forez grófságot, Feurs központtal); Rhône megye pedig Beaujolais vidéke, Lyon vidéke és maga Lyon város egyesítésével keletkezett.
- Miután 1860-ban a Savoyai Hercegség Franciaországhoz került, területén két megyét alakítottak ki: Savoie-t és Haute-Savoie-t.

### Auvergne, Rhône, Alpes
1955-ben a francia állami szervek a vidéki körzetek gazdasági felzárkóztatását célzó regionális cselekvési programokat dolgoztak ki. Ehhez egy 1956. november 28-án kelt rendelet adott keretet, mely az országban 24 körzetet jelölt ki (ebből kettőt a tengeren túli területeken) a „programrégióknak”. Ezek csupán az állam gazdasági munkaprojektjének szintjén léteztek, de a későbbi régiók alapjaivá váltak. A rendeletben jelent meg, még külön egységként a Rhône (5 megyével) és az Alpes (3 megyével) körzet. A következő, 1960. június 2-i rendelet a kettő összevonásával hozta létre Rhône-Alpes régiót (nyolc megyével), és létrejött – az egykori, ősi néven – az új Auvergne régió is (négy megyével). Mindezt kiegészítette a régióprefektusok intézményének létrehozása 1964-ban. Ezzel kezdődött a francia régiók mint a területi közigazgatás legfelső szintje kialakításának és megerősödésének 50-60 éves folyamata, amelynek során Auvergne és Rhône-Alpes egyesítésével 2016-ban Auvergne-Rhône-Alpes régió is létrejött.

## Védett területek

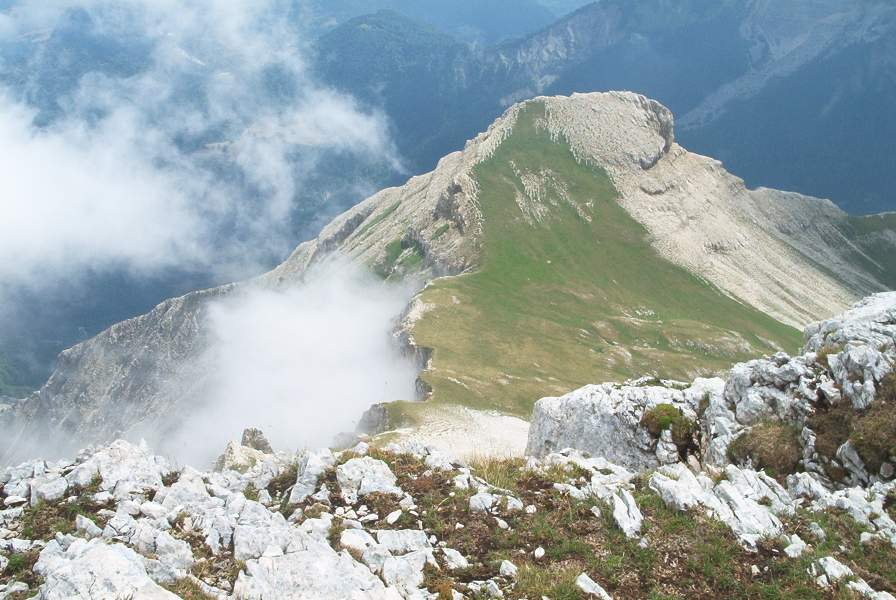
A Petit Veymont-hegy a Vercors regionális natúrparkban

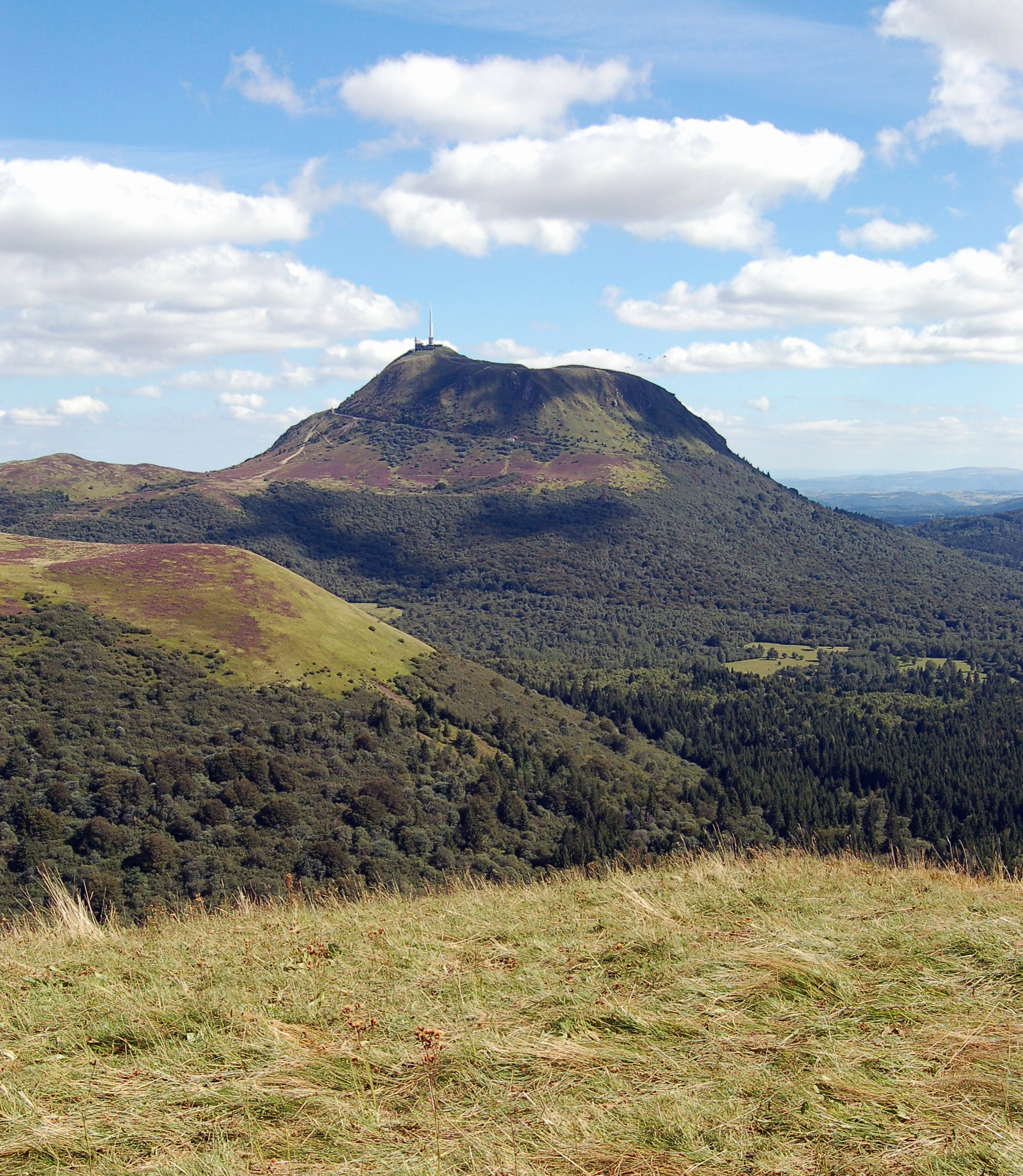
A Puy de Dôme-hegy az Auvergne-i vulkánok regionális natúrparkban, az UNESCO Világörökség része

A régióban két nemzeti parkot és tíz regionális natúrparkot alakítottak ki (2024-ig).

### Nemzeti parkok
- Vanoise nemzeti park (Parc national de la Vanoise, 1963) az Alpok 3000 m fölé magasodó hegyeiben; Savoie megye
- Écrin nemzeti park (Parc national des Écrins, 1973), az Alpok Écrin-hegységében (Barre des Écrins, 4102 m); Isère megye, közösen Hautes-Alpes megyével (Provence-Alpes-Côte d’Azur régió).

### Regionális natúrparkok
Auvergne-Rhône-Alpes-ban tíz regionális natúrpark (parc naturel régional) található, és egy további park projektje is készül. Ezek a régió területének több mint 25%-át teszik ki, és a települések 22%-át, illetve a régió lakosságának mintegy 11%-át érintik, így ez a legtöbb regionális natúrparkkal rendelkező régió.
- Parc naturel régional des Monts d'Ardèche (2001, 2280 km²)
- Parc naturel régional du Massif des Bauges (1995, 900 km²)
- Parc naturel régional de la Chartreuse (1995, 767 km²)
- Parc naturel régional du Pilat (1974, 700 km²)
- Parc naturel régional des Volcans d'Auvergne (1977, 3897 km²)
- Parc naturel régional Livradois-Forez (1986, 3220 km²)
- Parc naturel régional du Vercors (1970, 2063 km²)
- Parc naturel régional du Haut-Jura (közös Burgundia-Franche-Comté régióval) (1986, 1700 km²)
- Parc naturel régional de l'Aubrac (közös Okcitánia régióval) (2018, 2282 km²)
- Parc naturel régional des Baronnies provençales (közös Provence-Alpes-Côte d’Azur régióval) (2015, 1506 km²)

## Népesség
| Lakosok száma | 7 757 595 | 7 820 966 | 7 877 698 | 7 948 287 | 7 994 459 | 8 042 936 | 8 078 652 | 8 114 361 | 8 163 884 |
|               | 2013      | 2014      | 2015      | 2017      | 2018      | 2019      | 2020      | 2021      | 2022      |